# زينينيو
زينينيو (بالبرتغالية: Dininho‏) (23 يوليو 1975 في البرازيل – )؛ هو لاعب كرة قدم كان يلعب كمدافع.

## وصلات خارجية
- زينينيو على موقع رابطة كرة القدم اليابانية للمحترفين (اليابانية)
- زينينيو على موقع قاعدة بيانات كرة القدم.إي يو (الإنجليزية)
- زينينيو على موقع Soccerway.com (الإنجليزية)
- زينينيو على موقع عالم كرة القدم.نت (الإنجليزية)